# ГАЗ-68
ГАЗ-68 (КСП-76) — опытная советская колёсная противотанковая САУ. Разработана в конструкторском бюро Горьковского автомобильного завода. Прототип — серийно не производилась.

## История создания
Колёсная самоходная пушка ГАЗ-68 разработана в 1944 году под руководством В. А. Грачёва в конструкторском бюро Горьковского автомобильного завода. Основным предназначением КСП-76 было использование в качестве кочующего огневого средства. По результатам фронтовых испытаний выяснилось, что машина не обладает достаточной манёвренностью для решениях необходимых задач, поэтому дальнейшие работы по КСП-76 были прекращены.

## Описание конструкции

### Броневой корпус
Броневой корпус сварной из катанных стальных листов толщиной от 3 до 16,5 мм. Крыша корпуса открытого типа. В передней части корпуса с правой стороны было размещено рулевое управление и место механика-водителя, слева от механика-водителя размещалось рабочее место командира-наводчика. В корме корпуса слева от пушки находилось место заряжающего.

### Вооружение
В качестве основного вооружения использовалась пушка ЗИС-3, обеспечивавшая скорострельность до 15 выстрелов в минуту. Начальная скорость бронебойного подкалиберного снаряда составляла 965 м/с. Максимальная дальность стрельбы составляла до 13 300 метров. Возимый боекомплект — 54 выстрела.

### Ходовая часть
Шасси машины заимствовалось от опытного грузовика ГАЗ-63. Передний и задний мосты являлись ведущими. По сравнению с гусеничными машинами КСП-76 отличалась высокой манёвренностью и низким силуэтом.